# Unione Sportiva Puteolana 1919-1920
Questa pagina raccoglie i dati riguardanti la Puteolana nelle competizioni ufficiali della stagione 1919-1920.

## Stagione

### Piazzamento
Prima Categoria 1919-1920-Girone Campano: 2º

Prima Categoria 1919-1920-Girone Semifinale Centro-Sud (girone A): 3º

## Divise
| Manica sinistra · Manica sinistra · Maglietta · Maglietta · Manica destra · Manica destra · Pantaloncini · Calzettoni |

## Organigramma societario
Area direttiva
- Presidente: Francesco Damiani

Area tecnica
- Allenatore: Luigi Lucignano
- Direttore tecnico: Emanuele Moretti

## Rosa
| N. |                   | Ruolo | Calciatore                 |
| -- | ----------------- | ----- | -------------------------- |
|    | Italia (bandiera) | P     | Pino Rinetti               |
|    | Italia (bandiera) | D     | Acuto                      |
|    | Italia (bandiera) | D     | Giuseppe Lobianco          |
|    | Italia (bandiera) | D     | Olindo Giovanni Manfrenati |
|    | Italia (bandiera) | D     | Manzoni                    |
|    | Italia (bandiera) | D     | Pizzo II                   |
|    | Italia (bandiera) | D     | Salvatore Rocco            |
|    | Italia (bandiera) | D     | Biagio Saviano             |
|    | Italia (bandiera) | D     | Aniello Zito               |
|    | Italia (bandiera) | C     | Cabola                     |
|    | Italia (bandiera) | C     | Nicola Cassese             |
|    | Italia (bandiera) | C     | Giovanni Forte             |
|    | Italia (bandiera) | C     | Laterza                    |

| N. |                   | Ruolo | Calciatore          |
| -- | ----------------- | ----- | ------------------- |
|    | Italia (bandiera) | C     | Andrea Peluso       |
|    | Italia (bandiera) | C     | Pensa               |
|    | Italia (bandiera) | A     | Giovanni De Martino |
|    | Italia (bandiera) | A     | Furlanetto          |
|    | Italia (bandiera) | A     | Masi                |
|    | Italia (bandiera) | A     | Angelo Parodi       |
|    | Italia (bandiera) | A     | Piccirillo          |
|    | Italia (bandiera) | A     | Pizzo I             |
|    | Italia (bandiera) | A     | Rubino              |
|    | Italia (bandiera) | A     | Scotti              |
|    | Italia (bandiera) |       | Gentile             |
|    | Italia (bandiera) |       | Grossi              |

## Risultati

### Prima Categoria

#### Girone campano

##### Girone di andata
| Arbitro: | Bruschini |

|                |           |            |
| Parodi 5’, 80’ | Marcatori | 55’ Aiello |

| Arbitro: | Pauzano |

|              |           |            |
| Molaschi 25’ | Marcatori | 37’ Parodi |

| Arbitro: | Barra (Napoli) |

|                                    |           |                |
| Parodi 15’, 65’ (rig.) Laterza 48’ | Marcatori | 51’ Manfrenati |

| 14 dicembre 1919 4ª giornata |  | – Puteolana riposa |  |  |

| Arbitro: | Senes (Napoli) |

|                                             |           |             |
| Sacchi 48’ Malapenna 69’ Steiger 70’ (rig.) | Marcatori | 82’ Cassese |

##### Girone di ritorno
| Arbitro: | Del Pezzo (Napoli) |

|               |           |                                |
| Marzorati 86’ | Marcatori | 12’, 39’ Parodi 70’ Piccirillo |

| Arbitro: | Del Pezzo (Napoli) |

|            |           |               |
| Parodi 11’ | Marcatori | 42’ Caramanna |

| Arbitro: | Moretti (Milano) |

|                |           |                           |
| Manfrenati 47’ | Marcatori | 21’, 37’, 59’, 71’ Parodi |

| 25 gennaio 1920 9ª giornata |  | – Puteolana riposa |  |  |

| Arbitro: | Del Pezzo (Napoli) |

|            |           |                    |
| Parodi 65’ | Marcatori | 35’ (aut.) Rinetti |

#### Semifinali Interregionali
| Pisa 11 aprile 1920 1ª giornata                                           | Pisa      | 5 – 0 | Puteolana | Arena Garibaldi |
| \| \| \| \| \| Sbrana 3’, 80’ Scotti 30’, 57’ Pera 39’ \| Marcatori \| \| |           |       |           |                 |
|                                                                           |           |       |           |                 |
| Sbrana 3’, 80’ Scotti 30’, 57’ Pera 39’                                   | Marcatori |       |           |                 |

| Arbitro: | Del Pezzo (Napoli) |

|           |           |                        |
| Forte 44’ | Marcatori | 63’ Guidotti 84’ Degni |

| Arbitro: | Caroncini (Roma) |

|                                                             |           |  |
| Sansoni IV 13’ Alessandroni 51’ Degni 60’ Corbjons 68’, 76’ | Marcatori |  |

| Pozzuoli 5 maggio 1920 4ª giornata | Puteolana | 2 – 0 A tavolino | Pisa | Campo Armstrong |

## Statistiche

### Statistiche di squadra
| Competizione                                | Punti | In casa | In casa | In casa | In casa | In casa | In casa | In trasferta | In trasferta | In trasferta | In trasferta | In trasferta | In trasferta | In campo neutro | In campo neutro | In campo neutro | In campo neutro | In campo neutro | In campo neutro | Totale | Totale | Totale | Totale | Totale | Totale | DR |
| Competizione                                | Punti | G       | V       | N       | P       | Gf      | Gs      | G            | V            | N            | P            | Gf           | Gs           | G               | V               | N               | P               | Gf              | Gs              | G      | V      | N      | P      | Gf     | Gs     | DR |
| ------------------------------------------- | ----- | ------- | ------- | ------- | ------- | ------- | ------- | ------------ | ------------ | ------------ | ------------ | ------------ | ------------ | --------------- | --------------- | --------------- | --------------- | --------------- | --------------- | ------ | ------ | ------ | ------ | ------ | ------ | -- |
| Prima Categoria - Girone Campano            | 11    | 4       | 2       | 2       | 0       | 7       | 4       | 4            | 2            | 1            | 1            | 9            | 6            | 0               | 0               | 0               | 0               | 0               | 0               | 8      | 4      | 3      | 1      | 16     | 10     | +6 |
| Prima Categoria - Semifinali Interregionali | 2     | 2       | 1       | 0       | 1       | 3       | 2       | 2            | 0            | 0            | 2            | 0            | 10           | 0               | 0               | 0               | 0               | 0               | 0               | 4      | 1      | 0      | 3      | 3      | 12     | -9 |
| Totale                                      | 13    | 6       | 3       | 2       | 1       | 10      | 6       | 6            | 2            | 1            | 3            | 9            | 16           | 0               | 0               | 0               | 0               | 0               | 0               | 12     | 5      | 3      | 4      | 19     | 22     | -3 |

### Statistiche dei giocatori
| Giocatore       | Prima Categoria | Prima Categoria |
| Giocatore       | Presenze        | Reti            |
| --------------- | --------------- | --------------- |
| Rinetti         | 10              | -22             |
| Peluso          | 10              | 0               |
| N. Cassese      | 10              | 3               |
| Forte           | 10              | 1               |
| Pizzo           | 8               | 0               |
| A. Parodi       | 8               | 12              |
| Manzoni         | 7               | 0               |
| Piccirillo      | 6               | 1               |
| Zito            | 5               | 0               |
| Grossi          | 5               | 0               |
| Furlanetto      | 5               | 0               |
| Acuto           | 4               | 1               |
| G. Lobianco     | 4               | 0               |
| Pizzo           | 3               | 0               |
| Saviano         | 3               | 0               |
| Laterza         | 2               | 1               |
| Gentile         | 1               | 0               |
| Cabola          | 1               | 0               |
| Scotti          | 1               | 0               |
| Masi            | 1               | 0               |
| Pensa           | 1               | 0               |
| Rocco           | 1               | 0               |
| De Martino      | 1               | 0               |
| Rubino          | 1               | 0               |
| O.G. Manfrenati | 1               | 0               |